# Festival Internacional del Humor 1995
Festival Internacional del Humor 1995 es la duodécima edición del Festival Internacional del Humor emitido por Caracol Televisión, presentados por Alfonso Lizarazo y Linda Lucia Callejas.

## Sinopsis
El espacio contó con artistas invitados de varios países que mostraron diferentes números artísticos que pueden ser de humor, magia, imitación y baile.

## Invitados
- Raúl Vale
- Alejandro García "Virulo"
- Carlos Donoso
- Jorge Troiani
- Bruni Berté
- Ricardo Meruane
- Denis Lacombe
- Felipe Carbonell
- Alfredo Nocera
- Arévalo
- Carlos Ruiz de la Tejera
- Alex del Castillo
- Juan Verdaguer
- Michael Winslow
- Carlos Álvarez Loayza
- Enrique Colavizza
- Los Marinillos